# Спящие собаки
«Спящие собаки» (англ. Sleeping Dogs) — новозеландский цветной фильм, дистопический политический триллер 1977 года. Снят по мотивам романа «Сон Смита» (англ. Smith's Dream) новозеландского писателя Кристиана Карлсона Стеда. Фильм стал режиссёрским дебютом Роджера Дональдсона, а также первой крупной ролью актёра Сэма Нилла, оба из которых были замечены и впоследствии сделали карьеру в Голливуде. Сам фильм, получивший широкую известность, стал прорывом кинематографа Новой Зеландии, впервые замеченного за пределами страны. 

## Сюжет
В стране топливный и энергетический кризис, растут цены, многие предприятия бастуют, на улицы выходят демонстранты. По распоряжению премьер-министра сотрудники специального полицейского отдела устраивают провокацию, убивая нескольких полицейских во время демонстрации: это даёт правительству возможность обвинить демонстрантов в подготовке переворота, проводить массовые задержания и ввести комендантский час.
На фоне этих событий Смит расстаётся с женой Глорией, которая с двумя маленькими детьми уходит от него к Буллену. Сам Смит уезжает из Окленда и, увидев по дороге небольшой островок у побережья Коромандела, договаривается с представителями местной общины маори, что немного поживёт в хижине на острове. В хижине Смит находит военный радиоприёмник, а вскоре ему в лодку подбрасывают винтовку. В результате спустя несколько недель Смита арестовывают и обвиняют в террористическом акте против полиции, здание которой было взорвано. Джесперсон, представитель специального отдела, говорит, что за своё преступление Смит будет расстрелян по приговору военного суда, однако в случае, если он во всём сознается и выдаст сообщников, ему будет разрешено покинуть страну. 
При перевозке в Окленд Смит убегает и вскоре через знакомых устраивается работать в тихий, почти не посещаемый мотель в провинции.
Через некоторое время в мотеле поселяется группа американских военных, которая начинает охоту на партизан и подпольщиков. Однажды ночью к Смиту, который был уверен, что о его местонахождении никто не знает, внезапно приходит Буллен, который оказывается одним из борцов сопротивления. Смит набрасывается на соперника, однако Буллен рассказывает Смиту о том, что мотель, где он находится, является одной из конспиративный точек революционеров. Ночью отряд подпольщиков во главе с Булленом нападает на американцев, и Смит вынужден бежать. Он встречается с Глорией, которая говорит, что волей или неволей, но теперь он тоже примкнул к сопротивлению. Она просит его выступить проводником Буллена на Коромандел. По дороге на Смита и Буллена нападает полиция, а когда они укрываются в лесу, авиация расстреливает находящийся там лагерь подпольщиков. 
Буллен тяжело ранен, но Смит тащит его через горы, чтобы укрыться по ту сторону хребта на фермах. Они радуются, когда достигают цели, но появляется полицейский вертолёт. Буллена расстреливают, и он умирает. Джесперсон предлагает Смиту сдаться, но тот демонстративно уходит, так что Джесперсон застреливает его, а затем кричит, что Смит был нужен ему живым.

## В ролях
- Сэм Нилл — Смит
- Ниван Роу — Глория
- Йен Мун — Буллен
- Уоррен Оутс — полковник Уиллоби
- Йен Уаткин — Дадли
- Клайд Скотт — Джесперсон
- Донна Акерстен — Мэри
- Уильям Джонсон — Казенс
- Дон Селвин — Таупири
- Давина Уайтхаус — Элзи

## Создание
Фильм был снят по роману Кристиана Стеда «Сон Смита» (англ. Smith’s Dream), ставшему бестселлером. Роман вышел в 1971 году в разгар Вьетнамской войны. Стед продал права на экранизацию за скромную сумму 5 тысяч долларов и не имел отношения к сценарию фильма, написанному в 1976 году Йеном Муном. Создатели фильма решили изменить название по сравнению с романом, считая название «Сон Смита» недостаточно перспективным в коммерческом отношении. Сам Дональдсон позже говорил, что хотел передать в названии фильма идею «неопределённой угрозы»; кроме того, изменение названия показывало, что фильм не во всём следует первоисточнику.
Впервые в истории новозеландского кинематографа фильм получил огромную (по тем временам) сумму инвестиций в 300 тысяч долларов. В целом бюджет фильма составил 450 тысяч долларов, включая рекламу.
«Спящие собаки» стали первым художественным фильмом, снятым в Новой Зеландии после 11-летнего перерыва, и первым, который попал в американский прокат. Для самих новозеландцев было неожиданностью, что действие типичного фильма в жанре экшн происходит в знакомых локациях, в том числе на улицах Окленда, и что в фильме видны знакомые лица и слышен родной акцент. Фильм посмотрели в прокате более 250 тысяч зрителей (впоследствии он был показан и по телевидению).

## Значение
По словам И. А. Звегинцевой, о том, что в Новой Зеландии «есть интересный и самобытный кинематограф, в Старом Свете и в Америке узнали лишь в 1977 году, когда по экранам всего мира триумфально прошёл» фильм Дональдсона, причём это событие совпало с 80-летием национального кинематографа страны. Роджер Дональдсон стал первым новозеландским режиссёром, «который заставил мировую критику с изумлением констатировать, что кино «страны на краю света» не только существует, но и способно создавать незаурядные картины». В качестве наиболее ценного качества ленты киновед отмечает её социальную направленность: по мнению И. А. Звегинцевой, в своём первом фильме режиссёр, «предупреждая об опасности фашизма в наши дни», говорил «об общей ответственности за всё происходящее, о том, как важно вовремя «проснуться» и действовать».
В начале фильма главный герой ленты, который носит «самую распространенную англосаксонскую фамилию — Смит» и наделённый «типичной для этой нации внешностью», переживает личную драму и не интересуется политикой, однако «жизнь, независимо от его желаний, втягивает Смита в такой круговорот событий, из которого не выбраться и более решительному человеку». В конечном итоге Смит делает свой выбор — «выбор честного человека, который встанет с оружием в руках против жестокости и бесчеловечности». Герой «поневоле становится героем в полном смысле этого слова»: «Из «спящей собаки», которая была равнодушна ко всему происходящему, Смит превращается в человека, сознательно предпочитающего смерть позорному существованию».